# Bettina Zipp
Bettina Zipp (Heidelberg, Alemania, 29 de abril de 1972) es una atleta alemana retirada especializada en la prueba de 4 × 100 m, en la que ha conseguido ser campeona europea en 1994.

## Carrera deportiva
En el Campeonato Europeo de Atletismo de 1994 ganó la medalla de oro en los relevos 4x100 metros, con un tiempo de 42.90 segundos, llegando a meta por delante de Rusia y Bulgaria.